# Xã Blue Earth City, Quận Faribault, Minnesota
Xã Blue Earth City (tiếng Anh: Blue Earth City Township) là một xã thuộc quận Faribault, tiểu bang Minnesota, Hoa Kỳ. Năm 2010, dân số của xã này là 387 người.